# Mikroregion Campo Grande

Mikroregion Campo Grande

Mikroregion Campo Grande – mikroregion w brazylijskim stanie Mato Grosso do Sul należący do mezoregionu Centro-Norte de Mato Grosso do Sul.

## Gminy
- Bandeirantes;
- Campo Grande;
- Corguinho;
- Jaraguari;
- Rio Negro;
- Rochedo;
- Sidrolândia;
- Terenos.